# Arranjo produtivo local
O arranjo produtivo local (APL)  é um conjunto de fatores econômicos, políticos e sociais, localizados em um mesmo território, desenvolvendo atividades econômicas correlatas e que apresentam vínculos de produção, interação, cooperação e aprendizagem.
Os arranjos geralmente incluem empresas – produtoras de bens e serviços finais, fornecedoras de equipamentos e outros insumos, prestadoras de serviços, comercializadoras, clientes, etc., cooperativas, associações e representações - e demais organizações voltadas à formação e treinamento de recursos humanos, informação, pesquisa, desenvolvimento e engenharia, promoção e financiamento
A articulação de empresas de todos os tamanhos em APLs e o aproveitamento das sinergias geradas por suas interações fortalecem suas chances de sobrevivência e crescimento, constituindo-se em importante fonte de vantagens competitivas duradouras.